# Sébastien Foucan
Sébastien Foucan   (París, 27 de maig de 1974) és un freerunner francès d'ascendència a Guadalupenca.

És el fundador del Freerunning i es considera un desenvolupador primerenc de parkour. Foucan, conegut per la seva opinió sobre la filosofia de Parkour i el freerunning, destaca la necessitat de formar-se en els fonaments bàsics tant per a la seguretat individual com per mantenir una percepció pública positiva de les activitats. Com a creador de freerunning, Foucan ha estipulat els seus valors:
Seguiu el vostre camí; Practiqueu sempre; Respecteu els altres en la seva pràctica; Sigueu una inspiració per als altres; Sigueu positiu i busqueu entorns positius; Respecteu el vostre entorn; No dubteu a provar altres disciplines; No us ho prengueu massa seriosament; El viatge és més important que l'objectiu; No hi ha bé o malament, correcte o incorrecte, car el que és important és el que s'aprèn de les experiències mitjançant la pràctica; El freerunning no és una disciplina d'elit, sinó per a les persones que estimen i continuen movent-se; Canalitza la teva energia d'una bona manera, d'una manera de ser millor.
Es va fer conegut al Regne Unit després del documental de Mike Christie's per a Channel 4 «Jump London» el setembre del 2003 i el posterior documental Jump Britain. A més d'aquests programes, Foucan va aparèixer com a Mollaka a la 21a pel·lícula de James Bond Casino Royale. Va passar tres mesos a les Bahames durant la pel·lícula. Foucan va aparèixer al videoclip del single "Jump" de Madonna del 2005, acompanyant la cantant en el seu "Confessions Tour" de 2006. Va ajudar a K-Swiss a desenvolupar l'Ariake, el primer d'una línia de cinc models de sabates per practicar freerunning. Foucan va aparèixer en un tràiler del joc Mirror's Edge. El seu paper més recent és l'assassí Anton Bogart a The Tournament.
El 3 de gener de 2012, Foucan es trobaria entre 15 celebritats de la setena sèrie televisiva de Dancing on Ice. El 19 de febrer, va ser eliminat en una doble final de Ultimate Skills amb Heidi Range. Foucan treballa amb una línia de roba, Black Mamba Elite - Motivational Apparel, en el llançament de la gamma de signada per ell mateix a través de la companyia britànica. El 2018 va aparèixer a la sèrie de televisió britànica Ninja Warrior.

## Freerunning
Aquesta disciplina també és anomenada a França Frerunning; El col·lectiu parkour francès es va adaptar a Freerunning després de breus conflictes.

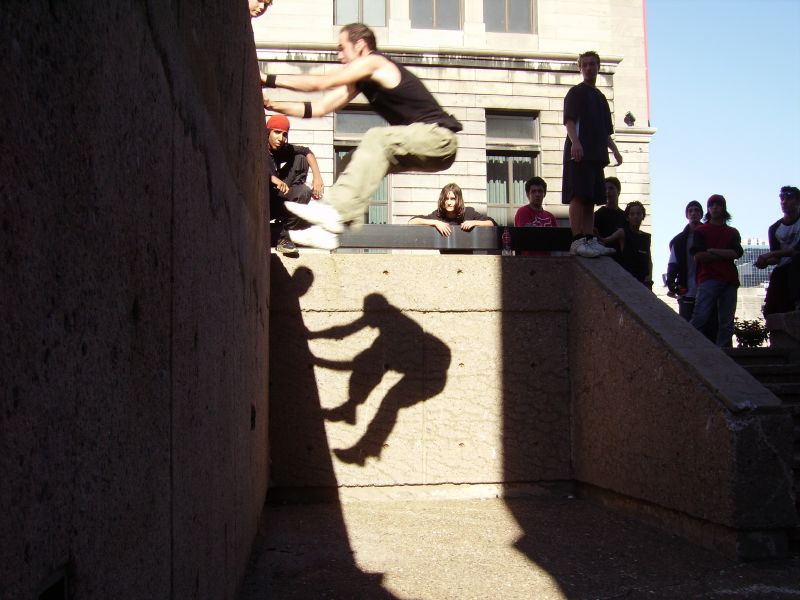
Un salt de braç

Foucan va atribuir el nom de free running a Guillaume Pelletier, amb qui havia treballat en el seus temps de Jump London. La paraula "freerunning" va ser creada durant la filmació de Jump London per presentar Parkour al món de parla anglesa. Des de llavors, ha arribat a representar la metodologia de Foucan, que se centra en la innovació i l'expressió més que en la velocitat i eficiència de Parkour.

## Foucan explica què és freerunning
El freerunning, per a mi, és la meva evolució del Parkour. No puc dir d'ara en davant que faig Parkour, perquè si vull ser lliure de fer volades o imagina't que estic aprenent breakdancing i m'agradaria incorporar-lo a la meva expressió del Parkour ... No puc dir que Estic fent capoeira, breakdance, Parkour i qualsevol altra cosa. El freerunning és la manera en què tinc d'anomenar la meva pròpia expressió. Ara la gent reconeix el Parkour amb flips (acrobàcies) com a freerunning. Però només l'acció de fer Parkour i flips no és freerunning. És l'acció d'afegir més coses a la vostra expressió. Aquesta és l'actitud Freerunning.
Foucan n'ha descrit el valor principal. 
Seguiu el vostre camí; Practiqueu sempre; Respecteu els altres en la seva pràctica; Sigueu una inspiració per als altres; Sigues positiu i busca entorns positius; Respecteu el vostre entorn; No dubteu a provar altres disciplines; No us ho prengueu massa seriosament; El viatge és més important que l'objectiu; No hi ha res bo o dolent, correcte o equivocat, allò que és important és el que s'aprèn de les experiències mitjançant la pràctica; El freerunning no és una disciplina d'elit, sinó per a la gent que estima i segueix movent-se; Canalitza la teva energia d'una bona manera, d'una manera de ser millor.
Ell defineix Freerunning com a disciplina d'autodesenvolupament, seguint la pròpia manera. El descontentament de Foucan amb la limitada creativitat i auto-expressió del Parkour el va motivar a desenvolupar un art de moviment similar que es va fer conegut com freerunning.

Va afirmar que es va veure obligat a definir el free-running com una disciplina separada del parkour perquè altres havien rebutjat la seva pràctica per no estar dins de la definició de parkour. Per exemple, David Belle i altres entusiastes del Parkour han criticat Foucan i la freerunning: 
Free Running? Una mena de demostració que barreja tècniques de parkour i acrobàcies per ser més espectacular i servir als mitjans i al màrqueting, però també a l'esport. El terme Parkour ha estat inventat per David Belle i Hubert Koundé el 1998 i la paraula Free Running ha estat creada molt més tard per Sebastien Foucan amb la finalitat de difondre Parkour de forma comercialitzada (pensaven que la paraula "parkour" no era prou internacional i Sebastien Foucan els va proposar aquesta paraula). El problema és que van barrejar totalment acrobàcies per impressionar a la gent. Aquí és on Freerunning es diferencia de Parkour. Per fer una comparació, Free Running és com kates artístics en arts marcials, l'objectiu només és ser espectacular. Per tant, té relació amb el parkour però no respon a la mateixa filosofia. Vull dir, quan es fa pràctica per demostrar com serà el salt espectacular, la gent ja no se centra en la dificultat, en l'obstacle, sinó en tu. Aquesta actitud de manifestació no és la filosofia del parkour que predica per la humilitat. En aquest sentit, Free Running i Parkour són fonamentalment oposats, encara que el primer estigui relacionat amb el segon. Com la forma tradicional i la manera lliure.
Foucan ha descrit el freerunning com un procés de moviment dirigit a l'autodesenvolupament mitjançant l'activitat física, el joc i la creativitat. Ell considera que és un acte simbòlic d'abandonament d'«un camí fixat i de sistemes socials».

## Filmografia
Com a actor
- Casino Royale (2006) com a Mollaka
- The Tournament (2009) com a Anton Bogart
- The Antwerp Dolls (2015) com a Marco
- Creators: The Past (2016) com a Tammuz

Com a acròbata
- The Tournament
- 55 Degrees North (sèrie de televisió) Episodi #1.1 freerunning performer (2004)